# Differdange
Differdange (lb. Déifferdeng, niem. Differdingen) − miasto i gmina (gemeng / commune / Gemeinde) w południowym Luksemburgu, w kantonie Esch-sur-Alzette. Do 3 października 2015 gmina leżała w dystrykcie Luksemburg. Siedziba administracyjna gminy znajduje się w miejscowości Bettembourg. Liczy 39 536 mieszkańców (1 stycznia 2023). Graniczy z Belgią oraz Francją.

## Podział administracyjny
Do gminy należy dziewięć miejscowości, w tym cztery (Uertschaft) oraz pięć lieu-dit:
1. Baache Jang, lieu-dit
2. Differdange (Déifferdeng / Differdingen)
3. Ferme Vesque (Vesquenhaff / Vesquenhof), lieu-dit
4. Fond-de-Gras, lieu-dit
5. Fousbann (Fuussbann), lieu-dit
6. Lasauvage (Zowaasch)
7. Maison-Cronière, lieu-dit
8. Niederkorn (Nidderkuer)
9. Oberkorn (Uewerkuer)

## Współpraca
Miejscowości partnerskie:
- Ahlen, Niemcy
- Chaves, Portugalia
- Fiuminata, Włochy
- Longwy, Francja
- Oxford, Stany Zjednoczone
- Penzberg, Niemcy

## Przypisy

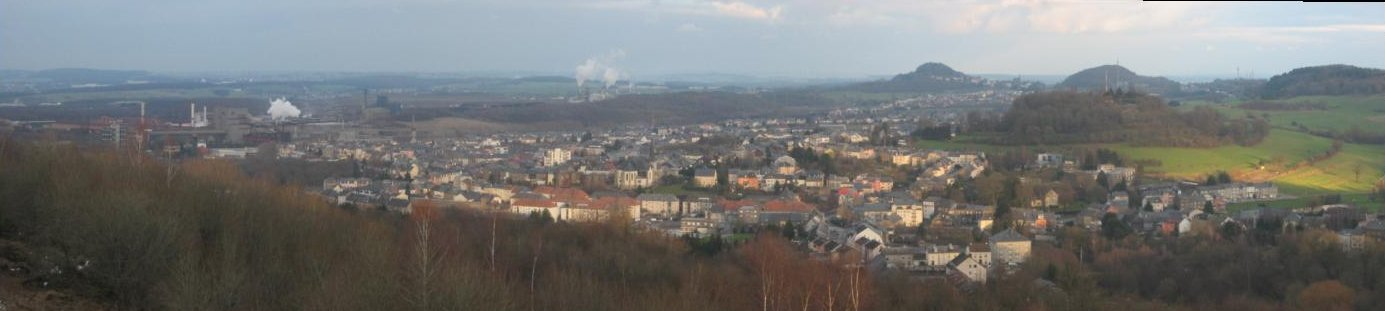
Panorama Differdange